# 维利·布施
维利·布施（德語：Willy Busch，1907年1月4日—1982年3月4日），德国前男子足球运动员，场上位置是后卫，1933年加入国家队。他曾代表德国国家队参加1934年国际足联世界杯，结果获得季军。